# Sibirski haski
Sibírski háski (tudi ~ husky) je volčji, srednje velik pes, težak od 16 do 27 kg in z višino pleč od 51 do 60 centimetrov. Je delovna vrsta in izvira iz vzhodne Sibirije. Vzredili so ga Čukči kot vaškega psa z nalogami vodnika severnih jelenov, vlečnega psa in paznika žensk in otrok.

## Zunanjost
Haskiji imajo gosto, dvoslojno dlako (kožuh) z mnogo različnimi barvami. Tace in noge, brki in konica repa so pogosto bele barve. Najbolj pogoste barvne kombinacije so črna in bela, siva in bela, bakreno rdeča in bela. Nekateri haskiji so lahko tudi popolnoma beli, čeprav imajo pogosto odtenke rjave, rdečkaste oziroma imajo dele, kjer so dvobarvni. Ostale obrazne poteze in barvne linije se razlikujejo pri vsakem predstavniku vrste.

### Kožuh
Haskijev kožuh se sestoji iz dveh slojev: gostega, kašmirju podobnega spodnjega dela in bolj grobega  zgornjega dela kožuha, ki ga sestavljajo varovalne dlake. Svoj spodnji del kožuha po navadi naravno odvržejo oziroma zamenjajo enkrat ali dvakrat na leto, pri čemer odvržejo prelepe kose dlake. Haskiji, ki živijo znotraj, v bivalnem prostoru, odlagajo dlako celo leto, tako je guljenje manj intenzivno, vendar konstantno. V obdobju odlaganja odvečne dlake dlako najlažje odstranimo z jeklenim glavnikom, sicer je pa pri tej pasmi vzdrževanje in čiščenje dlake minimalno; kopanje haskija običajno ni potrebno, saj se njegov kožuh sam stalno čisti. Zdravi in dobro oskrbovani haskiji nimajo nobenega neprijetnega vonja.

### Oči
Njihove barve očes so modra, rjava ali lešnikova. Svetlomodra barva oči je stereotipna, vendar pri haskijih ne prevladuje. Haski ima lahko eno oko rjavo ali lešnikovo barvo in drugo oko modro, ali pa ima eno modro in drugo barvno mešano; ta pojav se imenuje »bi-eyed«. Haski je ena izmed redkih pasem, kjer je različnost očesne barve dovoljena na predstavah. Zmotno je prepričanje, da mora imeti haski obe očesi različnih barv.

### Ušesa
Haskijeva ušesa so trikotniška, dobro zaščitena z gosto dlako, srednje velika in našpičena; njegova lisičjim podobna ušesa so oblikovana kot srp proti hrbtu.

## Temperament
Priljubljen kot družinski pes in nastopaški pes zaradi svojega izrednega izgleda in nežnega temperamenta, a navkljub temu ima haski nekaj slabih strani. Zaradi svojega izredno čustvenega in ljubečega značaja, radovednosti in dobrodušnega pozdravljanja ljudi, zelo redko napadejo človeka in so prav tako izredno slabi čuvaji. Pravilno vzgojeni haskiji so zelo radi v družbi otrok, čeprav se ne sme nobenega psa, niti haskija, puščati samega z majhnimi otroki. Po navadi so razmeroma lahko vodljivi, ljubeči in ubogljivi, toda vseeno jim je narava pustila divji lovski nagon, zaradi česar so haskiji znani kot ubijalci mačk, zajcev, kokoši, veveric in tudi ptic ter manjših živali, predvsem glodalcev. Znani so primeri, ko je haski celo na krut in divji način pokončal tudi ovce.
Haskiji morajo biti zaprti v varno ograjenem prostoru, po dolžini velikem vsaj 2 metra, saj se pogosto ne odzovejo na ukaz in brez ovire, v obliki ograje ali povodca, pogosto izginejo na daljše lovske pohode. Torej jih nikoli ne puščajte proste in jih vedno imejte na vrvici. Haskiji so tudi uveljavljeni umetniki pobegov in izurjeni kopači, zato redno preglejte pesjak za kakršenkoli mogoč izhod iz ograde. Poskrbite, da je vaša ograja vkopana dovolj globoko v zemljo, tako da se haskiji ne bo mogel izkopati pod njo. Haskiji so do določene mere vodljivi in učljivi, toda pri tem je potrebna izredna potrpežljivost. Haski je neodvisnega značaja in ni v njegovi naravi, da bi slepo ubogal vsak ukaz (če sploh kakšnega).

## Zdravje
Haskiji so po navadi zelo zdravi psi. Običajno živijo 11 do 15 let. Njihove zdravstvene težave so predvsem problemi z očmi (siva mrena (katarakta), zelena mrena (glavkom) in distrofija roženice med drugimi), alergije in rak pri starejših predstavnikih. Haski potrebuje visoko kakovostno hrano z visoko vsebnostjo beljakovin in maščob, še posebej kadar je v službi vlečnega psa. Njihova odlika je predvsem izjemno učinkovit izkoristek energije, torej haski porabi manj energije kot ostali psi primerljive velikosti in predvsem dejavnosti. Prehrana mora biti nastavljena na njihov nivo dela in gibanja; debelost je namreč problem pri vseh nerazgibanih, prekomerno hranjenih psih. Ponoči radi tulijo kot volki.

## Razno

### Vprežno dirkanje
Haskiji so občasno še vedno uporabljani kot vlečni psi v pasjih dirkah, toda nadomestili so jih vse bolj priljubljeni aljaški haskiji in križanci, psi vzrejeni posebej za hitrost, saj imajo manj kožuha. Sibirski haskiji so najbolj učinkoviti pri vleki lahkega tovora na dolge razdalje pri srednji hitrosti in se ne morejo meriti s hitrejšimi sorodniki. Haskiji so še vedno zelo priljubljeni v dirkah čistokrvnih pasem in so hitrejši kot ostali čistokrvni vlečni psi kot na primer samojedi in aljaški malamuti. Danes se pasma vse bolj deli na »dirkalne« haskije in »nastopaške« haskije. Haskiji so poleg pasjih dirk priljubljeni za razvezdrilno snežno vprežno hojo in jih tudi uporabljajo za vleko s smučmi (skijoring) in pri evropski smučarski pulki. Nekaj lastnikov jih uporablja za nošenje tovorov (dog-packing) in sprehajanje. Uporabljajo jih tudi v zdravilne (therapy dog) namene.

## Znani haskiji
- Togo, vodilni pes Leonharda Seppala.
- »Exile« iz Road Rovers
- Balto (Čeprav je nekaj prerekanj ali je bil Balto Husky ali aljaški malamut ali mogoče mešanec obeh pasem.)
- vlečno moštvo haskijev iz filma Snežni psi (Snow Dogs) (Disney)
- vlečno moštvo iz Disneyjevega filma Osem izgubljenih (Eight Below) (Buck, Dewey, Maya, Max, Old Jack, Shadow, Shorty, Truman) (dva od njih (Buck in Shadow) sta bila aljaška malamuta)
- Poppy, Galfordov tovariš iz Samurai Shodown